# Uiltje (sigaar)

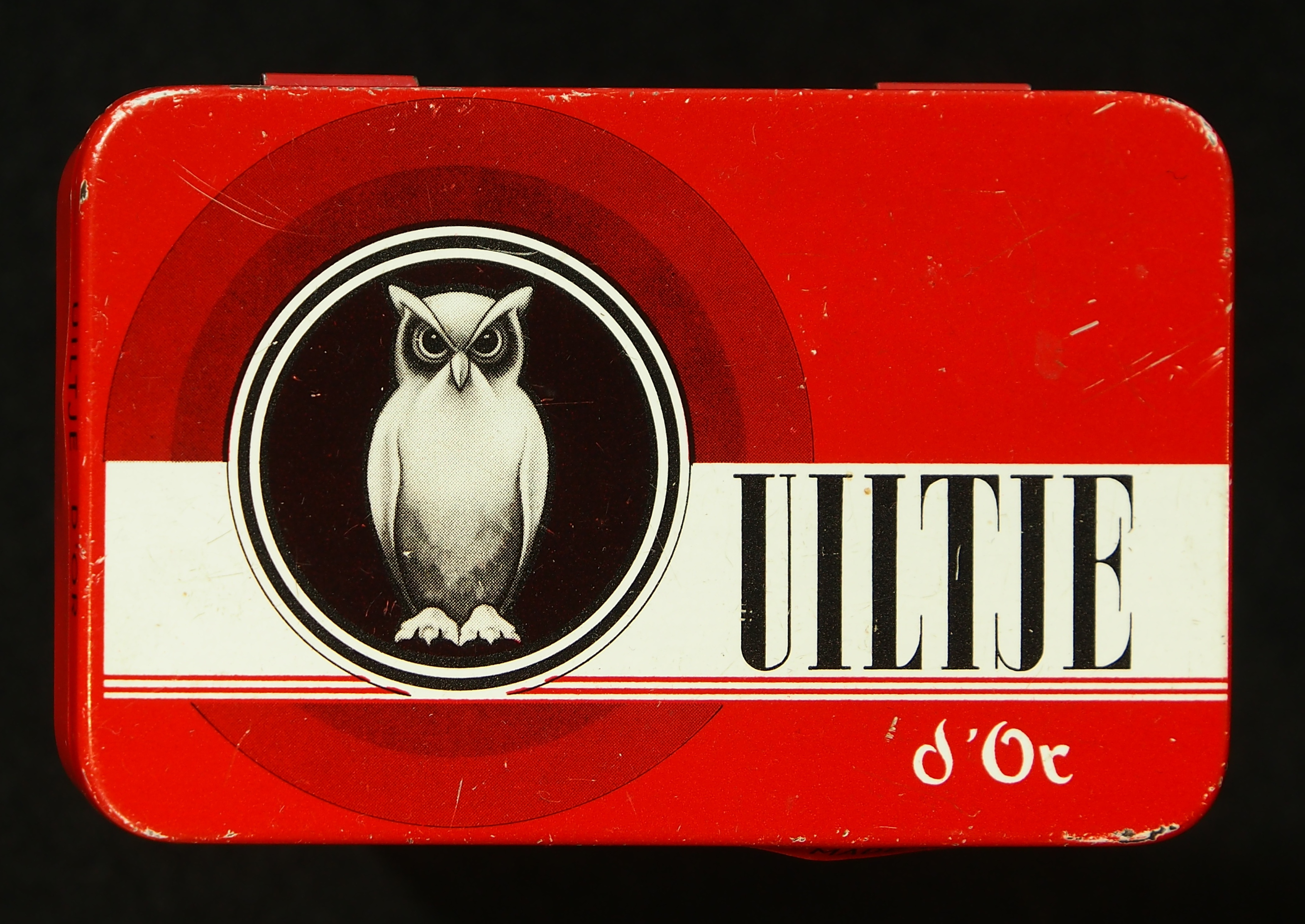
Uiltje d'Or blikje

Uiltje was een Nederlands sigarenmerk
Het merk werd tot 1965 gevoerd door de Kamper sigarenfabriek La Bolsa
Op 1 juli 1963 fuseerde La Bolsa met Philips Tabak, producent van de Martinez sigaren.
Door steeds verdere mechanisatie en de afname van gebruik van sigaren besloot de Philips groep in 1965 zijn minst rendabele fabriek te sluiten, op dat moment was dat de Kampense sigarenfabriek N.V. La Bolsa. Het ontslag van personeelsleden had een uitlooptermijn tot 1 juni 1965.
Via het merk Uiltje zijn ook enkele series sigarenbanden uitgegeven
- serie 1 : Uilen
- serie 2 : Uilen
- serie 3 : Folklore
- serie 4 : Nederlandse klederdrachten
- serie 5 : Sprookjes